# Big South Cape-eiland
Big South Cape Island of Taukihepa is een eiland in Nieuw-Zeeland. Het heeft een oppervlakte van 9,4 km², en ligt ten zuidwesten van Stewarteiland in het uiterste zuiden van Nieuw-Zeeland. Het eiland is het grootste van de Muttonbird eilanden.
Op het eiland komen verschillende weinig voorkomende vogels en planten voor. Het is daarom populair bij vogelkijkers en botanici. In de jaren 1960 werd de rat per ongeluk op het eiland geïntroduceerd doordat een schip vlak voor de kust zonk. Het heeft ervoor gezorgd dat een aantal vogelspecies niet meer voorkomen op het eiland.
Oorspronkelijk kwamen ook beide Mystacina vleermuis-soorten, zowel M. robusta als M. tuberculata, op het eiland voor, maar nu zijn deze beide uitgestorven.
Voor de kust van het eiland ligt Solomoneiland, dat ook bekend is om zijn bijzondere flora en fauna.